# Fahrzeugaufstellung

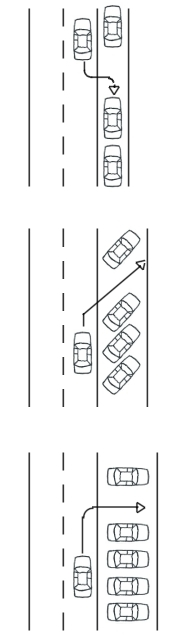
Fahrzeugaufstellung

Die Fahrzeugaufstellung beschreibt die Art und Weise, wie ein Fahrzeug auf einer Parkfläche aufgestellt wird. Je nach Aufstellwinkel unterscheidet man dabei drei Aufstellarten. Der Aufstellwinkel α wird zwischen der Fahrbahnachse und dem Parkstand gemessen. Rechtliche Grundlage bilden in Deutschland die Empfehlungen für Anlagen des ruhenden Verkehrs (EAR).

## Arten von Fahrzeugaufstellung

### Längsaufstellung (gemäß § 12 StVO)
Bei der Längsaufstellung wird (gemäß § 12 StVO) parallel zur Fahrbahn geparkt. Die Fahrzeuge erreichen den Parkstand direkt von der Fahrbahn und können rückwärts oder, soweit ausreichen Platz vorhanden, vorwärts einparken und vorwärts oder rückwärts ausfahren. Die u. U. aufgebrachten Parkmarkierungen sind einzuhalten, da sonst ein Verstoß gegen § 12 Absatz 6 StVO vorliegt. Diese Fahrzeugaufstellung ist die gängigste Aufstellungsart an Straßen.

### Schrägaufstellung
Bei einem Aufstellwinkel zwischen 50 und 90 gon (45° und ca. 81°) spricht man von der Schrägaufstellung. Das Fahrzeug kann vorwärts in den Parkstand einfahren, muss zum Ausparken jedoch wieder rückwärts herausfahren. Diese Aufstellung wird oft bei Parkplätzen verwendet, da sie schmalere Fahrwege als die Senkrechtaufstellung und eine bessere Platzausnutzung als die Längsaufstellung ermöglicht. Sie ist nur bei entsprechenden Markierungen zulässig, da sonst gegen § 12 Absatz 4 StVO verstoßen würde.

### Senkrechtaufstellung
Die Senkrechtaufstellung (auch Queraufstellung) besitzt einen Aufstellwinkel von 100 gon (90°). Hier kann das Fahrzeug wahlweise vorwärts oder rückwärts einfahren. Bei breiten Straßenräumen ist die mögliche Parkfläche gut ausgefüllt, das Parkmanöver behindert jedoch den Verkehrsfluss und kann zu Unfällen führen. Diese Aufstellung wird eher bei Nebenstraßen und auf Parkplätzen angetroffen. Auch hierbei ist § 12 Absatz 4 StVO zu beachten, d. h., es müssen die entsprechenden Markierungen bzw. Beschilderung vorhanden sein, damit so geparkt werden darf.

### Blockparken
Weniger bekannt ist das so genannte Blockparken, bei dem die Parkstände zu kleinen Blöcken zusammengestellt werden und wechselseitig entlang des Gehweges angeordnet werden. Diese Anordnung eignet sich zur Verkehrsberuhigung einer Straße, da die Fahrgasse einen Versatz bildet und auf diesem Weg die Fahrgeschwindigkeit wirksam reduziert wird. Innerhalb der Parkblöcke können Bäume oder Sitzgelegenheiten angeordnet werden.

## Radverkehr
Für den Radverkehr sind die Hinweise zum Fahrradparken, ebenfalls von der Forschungsgesellschaft für Straßen- und Verkehrswesen, als technisches Regelwerk zu beachten. Dort wird insbesondere zwischen der Einzel- und Doppelaufstellung von Fahrrädern unterschieden. Bei Großparkplätzen sind durch das Schrägparken schmälere Parkplätze möglich.
Die Anforderungen an Fahrzeugaufstellungen von Lastenfahrrädern zu regulären Fahrrädern können divergieren. Im Projekt ALADIN wurde bspw. von der Doppelaufstellung abgeraten.